# Pendro
Pendro (tiếng Kurd: پێندرۆ Pêndro) là một ngôi làng người Kurd ở Kurdistan thuộc Iraq, nằm ở tỉnh Erbil, sát biên giới với Thổ Nhĩ Kỳ, nó nằm cách Barzan khoảng 15 km18 về phía bắc, dân số trên 2540 người.